# Memorial Manuel Galera
El Memorial Manuel Galera va ser una cursa ciclista que es disputà a la localitat granadina d'Armilla entre el 1972 i el 2004. Se'n van disputar 33 edicions. Organitzada pel Grupo Deportivo Genil en les seves tres primeres edicions i des del 1975 per la Penya Ciclista Galera. Les primeres edicions, fins al 1979, van estar reservades a ciclistes amateurs.
La cursa servia per rendir homenatge a Manuel Galera, ciclista nascut a Armilla que va morir el 1972 en un accident que va patir quan disputava la Volta a Andalusia. El Grupo Deportivo Genil va fundar la primera escola de ciclisme d'Andalusia en record seu.

## Palmarès
| Any  | Vencedor                     | Segon                      | Tercer                      |
| ---- | ---------------------------- | -------------------------- | --------------------------- |
| 1972 | Esteban García Roldán        | Ramón Guerreo Pozas        | José Domínguez Pérez        |
| 1973 | Ramón Guerrero Pozas         | Juan Cantero López         | Alfonso Vílchez García      |
| 1974 | Francisco Martín Peregrín    | Juan J. Ariza Neri         | José López Iglesias         |
| 1975 | Juan Cantero López           | Juan Enrique Bayo          | Enrique Guerrero            |
| 1976 | Juan Cantero López           | Ramón Guerrero Pozas       | Jorge Díaz Aguado           |
| 1977 | Juan Enrique Bayo            |                            |                             |
| 1978 | Francisco Martín Peregrín    | Juan Cantero López         | Juan Enrique Bayo           |
| 1979 | Miguel A. Fernández Vico     | Jesús Gómez Vergara        | José Luis Blanco            |
| 1980 | Ángel Arroyo Lanchas         | Enrique Aja                | Jesús Manzaneque            |
| 1981 | Juan Fernández Martín        | Ángel Ocaña                | Enrique Martínez Heredia    |
| 1982 | Jesús Guzmán                 | Francisco Albelda          | Ignacio Fandos              |
| 1983 | Jesús Guzmán                 | Josep Recio                | Ángel Arroyo                |
| 1984 | José Luís Navarro            | Jerónimo Ibáñez            | José María González Barcala |
| 1985 | Ángel Ocaña                  | Francisco Espinosa         | Josep Lluís Laguía          |
| 1986 | Vicente Ridaura              | Francisco Espinosa         | Eduardo Chozas              |
| 1987 | Juan Martínez Oliver         | Francisco Espinosa         | Roque de la Cruz            |
| 1988 | Miguel Ángel Martínez Torres | Pedro Delgado              | Juan Martínez Oliver        |
| 1989 | Jesús Cruz Martín Pérez      | Arturo Geriz               | Pedro Delgado               |
| 1990 | Jesús Blanco Villar          | Jesús Cruz Martín Pérez    | Antonio Miguel Díaz         |
| 1991 | Víktor Klimov                | Oleh Petròvitx Txujda      | Enrique Aja                 |
| 1992 | Francisco Cabello            | José Luis Rodríguez García | Rafael Ruiz Erencia         |
| 1993 | Stephen Hodge                | José María Jiménez         | Víktor Klimov               |
| 1994 | José María Jiménez           | Pedro Delgado              | Ignacio García Camacho      |
| 1995 | Ignacio GarcÍa Camacho       | Assiat Saítov              | José Antonio Espinosa       |
| 1996 | Iñaki Aiarzaguena            | Chente García Acosta       | Francisco Cabello           |
| 1997 | Pablo Lastras                | Eladio Jiménez             | Txema del Olmo              |
| 1998 | Iñigo González de Heredia    | Francisco Javier Cerezo    | Aitor Kintana               |
| 1999 | Juan Carlos Vicario          | Manuel Beltrán             | Juan Miguel Mercado         |
| 2000 | Oscar Sevilla                | David Clinger              | José Gutiérrez              |
| 2001 | Pablo Lastras                | César García Calvo         | Vladislav Boríssov          |
| 2002 | Carlos Garcia Quesada        | Manuel Beltrán             | Antoni Tauler               |
| 2003 | Pedro Diaz Lobato            | Francisco Mancebo          | David Navas                 |
| 2004 | Luis Pasamontes              | José Antonio López Gil     | Koldo Fernández             |